# Bad Idea!
Bad Idea! è un singolo della cantante norvegese Girl in Red, pubblicato il 4 settembre 2019.

## Tracce
1. Bad Idea! – 3:39